# Gemeindeverwaltungsverband Höri
Der Gemeindeverwaltungsverband Höri ist ein freiwilliger Zusammenschluss der Gemeinden Gaienhofen, Moos und Öhningen im baden-württembergischen Landkreis Konstanz in Deutschland. Die Bezeichnung des Gemeindeverwaltungsverbands leitet sich ab vom Namen der Halbinsel Höri im Bodensee, auf der die Gemeinden liegen.
Der Gemeindeverwaltungsverband ist eine Körperschaft des öffentlichen Rechts. Die drei Mitgliedsgemeinden behalten jedoch ihre rechtliche Selbstständigkeit. Die Gemeinden haben dem Verband zur Einsparung von Verwaltungskosten gewisse Aufgaben wie zum Beispiel die Aufgaben der Finanzverwaltung, der örtlichen Straßenverkehrsbehörde und der Musikschule Höri übertragen.
Die Geschäftsstelle des Gemeindeverwaltungsverbands befindet sich im 1. Obergeschoss des ehemaligen Rathaus Gaienhofen, Im Kohlgarten 1.

## Mitgliedsgemeinden
| Gemeinde                       | Gaienhofen                         | Moos                            | Öhningen                       |
| Wappen                         |                                    |                                 |                                |
| Einwohner (31. Dezember 2023)  | 3351                               | 3439                            | 3589                           |
| Fläche (km²)                   | 12,55                              | 14,38                           | 28,2                           |
| Bevölkerungsdichte (Einw./km²) | 267                                | 239                             | 127                            |
| Vorwahl                        | 0 77 35                            | 0 77 32                         | 0 77 35                        |
| Gemeindeschlüssel              | 08 3 35 025                        | 08 3 35 055                     | 08 3 35 061                    |
| PLZ                            | 78343                              | 78345                           | 78337                          |
| Anschrift                      | Auf der Breite 1, 78343 Gaienhofen | Bohlinger Straße 18, 78345 Moos | Klosterplatz 1, 78337 Öhningen |
| Bürgermeister                  | Jürgen Maas                        | Patrick Krauss                  | Andreas Schmid                 |
| Internetauftritt               | Gaienhofen                         | Moos                            | Öhningen                       |